# Adrian Mihălcioiu
Adrian Mihălcioiu (n. 27 iunie 1960, Gura Ocniței, Dâmbovița) este ofițer de marină, președinte al Sindicatului Liber al Navigatorilor din România (SLN) din anul 1994. Timp de noua ani, Adrian Mihălcioiu a navigat pe navele CNM Navrom SA si CNM Petromin SA, inclusiv doi ani pe  nava „Biruința”. Adrian Mihălcioiu a ocupat funcția de inspector al Federației Internaționale a Lucrătorilor din Transporturi (ITF ) în România în anul 1996. A înființat în anul 1996 - cu ajutorul ITF - Fundația pentru Protecția Marinarilor de Pretutindeni, organizație non profit care se ocupă cu serviciile pentru bunăstarea navigatorilor în porturile maritime românești. Adrian Mihălcioiu este o personalitate reprezentativă pentru apărarea drepturilor navigatorilor români și a celor străini care ajung în porturile românești.